# Leioproctus xanthozoster
Leioproctus xanthozoster is een vliesvleugelig insect uit de familie Colletidae. De wetenschappelijke naam van de soort is voor het eerst geldig gepubliceerd in 1997 door Maynard.